# Ingärd Andersdotter
Ingärd Andersdotter, också kallad den Tyska bilan, levde 1594, var en svensk kvinna som åtalades för häxeri. Hennes mål tillhör de åtta större trolldomsmål som finns dokumenterade inom Jönköpings läns jurisdiktion. 
Hon förmodas ha varit en fattig kvinna. Hon åtalades första gången för trolldom i Ebbarp. 
Hon åtalades andra gången 4 juni 1594 i Habo för att ha lärt Karin Bengtsdotter att överföra olyckan hon hade med sin boskap över till sin granne Nils i Hallabo, varefter Nils förlorade sin bästa ko; dessutom ruttnade hovarna på två oxar, och deras öron föll av. Håckon Andersson och Håckon i Gulskog vittnade om att de hade inte hade hjälp Ingärd att undslippa stocken vid det tillfället, något hon bekräftade. 
Hon förhördes av mästermannen Håckon i Jönköping. Mäster Håkan är känd för att ha hanterat flera av de mer kända fallen i regionen vid denna tid och ha bidragit med många då moderna tekniker vid häxrättegångar. Hon uppgav att hon tillsammans med Kijrstin i Madh hade mött "en liten kumpan" på en kulle vid en äng, som hade frågat om hon ville tjäna honom. Hon hade svarat ja, och mottagit ost och bröd. Andra gången hon kom dit fick hon kött och bröd, och tredje gången en halv skeppa med malt. 
Likt många andra fall är hennes dåligt dokumenterad och slutet på fallet är oklart. Hon nämns i samband med det senare mer berömda fallet om Elin i Horsnäs. I Elins fall nämns att Tyska-Billan hade utsatts för vattenprovet. Eftersom Håkan i efterhand beröms för att ha letat upp och rannsakat Tyska-Billan, och hon omtalas som en häxa, ges intrycket att hon hade blivit avrättad. 